# Зубцовское шоссе

Сквер на площади Мира

Зубцовское шоссе — улица в правобережной части города Ржева Тверской области. Улица соединяет центр города с федеральной трассой М9 «Балтия», направленной на Зубцов, Москву, Псков и Ригу. Начинается от площади Мира и следует до путепровода Октябрьской железной дороги (2,5 км.), далее переходит в Автодорожную улицу, которая через 1,7 км вливается в федеральную трассу «Балтия». Пересекает шесть городских улиц.
На Зубцовском шоссе сначала были частные огороды. После 1940 года на место нынешнего шоссе перенесли стадион, где он находится и поныне, но уже недействующий.

## Происхождение названия
Шоссе получило своё название из-за направления на Зубцов, районный центр Тверской области, город с древней историей, основанный в 1216 году, ближайший город от Ржева в направлении Москвы. Первоначально это был Зубцовский тракт, он начинался от площади в конце Спасской улицы.

## Историческая застройка и достопримечательности
К 1908 году вдоль тракта располагались противопожарный пруд (у самой городской черты), старинный тюремный замок и казармы 1-го Уланского полка с конюшнями.
Шоссе берёт своё начало от площади Мира, визитной карточки Ржева, так как весь транзитный транспорт проходящий через город неминуемо попадает сюда. Площадь представляет собой круговой перекрёсток от которого в разных направлениях ответвляются пять лучей. Восточным лучом является Зубцовское шоссе. В центре круга площади располагается небольшой сквер с аллеей, посередине которой, в 1973 году, был установлен бетонный постамент с танком Т-34. Памятник установлен в честь советских танкистов проявивших мужество и героизм в боях за освобождение города Ржева от немецко-фашистских захватчиков в годы Великой Отечественной войны. Каждый год, 3 марта и 9 мая, благодарные жители города возлагают к памятнику цветы и венки.

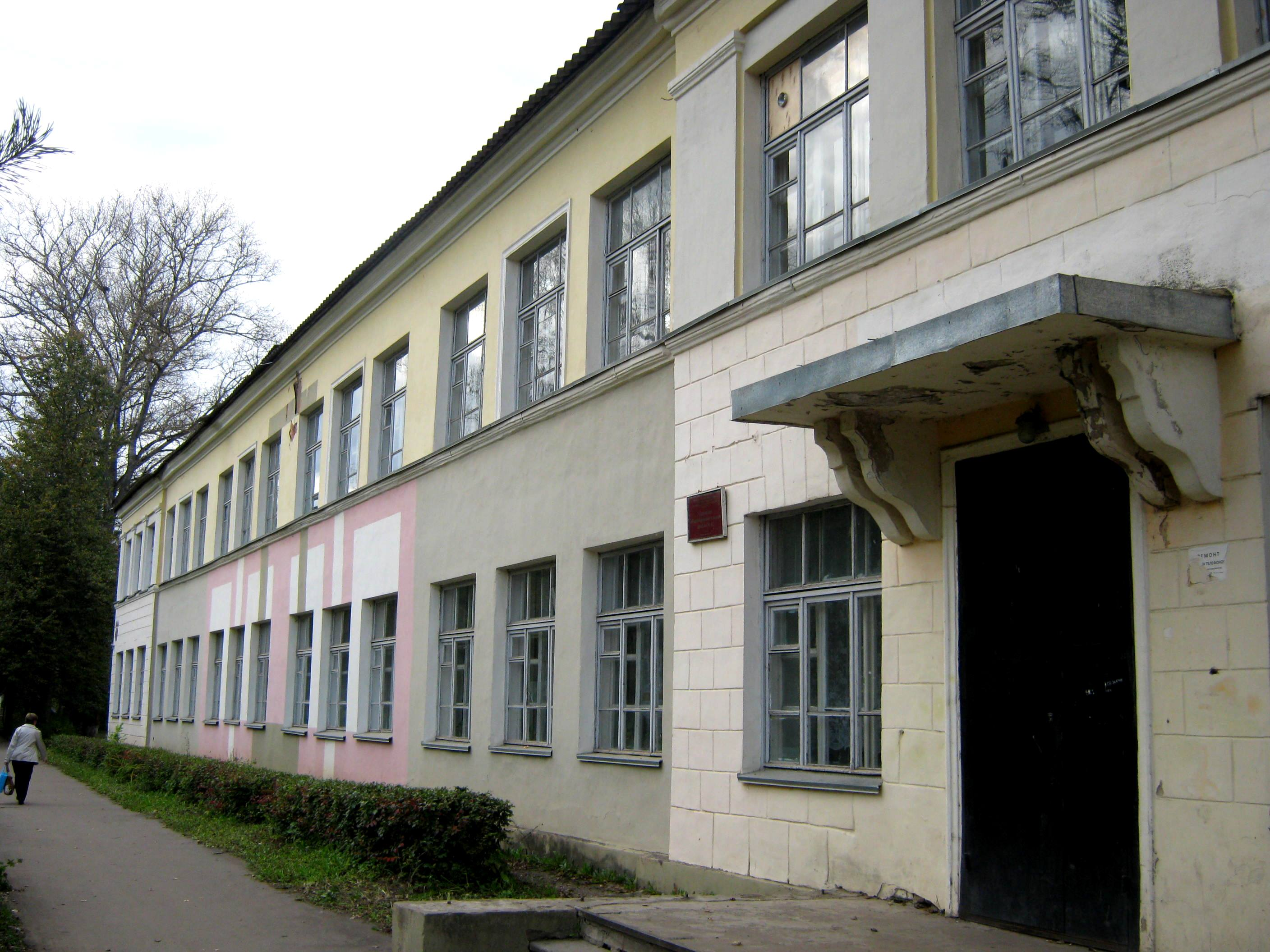
Средняя школа № 11 (Зубцовское ш. 3)

По ходу движения на восток, с левой стороны шоссе, располагается старое здание школы № 11 (дом № 3). Школа была первой отреставрированной после Великой Отечественной войны школой в городе и числилась как школа № 6 при МПС. В 1990-х годах, при передачи объектов железной дороги городу, она получила новый номер — 11. Долгое время школа пребывала в аварийном состоянии, в 2012 году была отремонтирована.
Старейшая постройка на Зубцовском шоссе датируется XVIII веком. Это сохранившееся в великолепном состоянии здание бывшей царской тюрьмы (дом № 22), выполняющее ныне свою функцию в виде следственного изолятора № 3 УФСИН России по Тверской области. Сооружение было построено в 1768 году по указу императрицы Екатерины II как «Тюремный каменный замок». В то время в нём содержались беглые крепостные крестьяне, до передачи их хозяевам-помещикам. В 1805 году при Александре I здание замка было реконструировано и переделано в Царскую тюрьму. Позднее, в 1860 году на её территории была построена Знаменская церковь. С приходом большевиков здесь обосновалась «Ржевская уездная тюрьма». Во время Великой Отечественной войны здание тюрьмы было разрушено, гитлеровцы сгоняли сюда мирное население перед отправкой в концлагеря. После освобождения Ржева (3 марта 1943 года) тюрьма восстанавливалась в первую очередь. При восстановлении тюремного здания использовались кирпичи разрушенных церквей. С 1964 года в соответствии с решением коллегии МООП РСФСР от 31 октября 1963 года тюрьма была преобразована в следственный изолятор.

Здание ржевской тюрьмы (Зубцовское ш. 22)

При движении далее на восток, справа за поворотом шоссе, расположен цех машиностроительного предприятия ОАО «ЭЛТРА» (дом № 42). «ЭЛТРА» — один из крупнейших производителей автомобильного и тракторного электрооборудования в России и странах СНГ. Свою историю предприятие ведёт с 1914 года, с небольшой фабрики по производству колодок и деревянных изделий, которая была эвакуирована из Риги во Ржев в годы первой мировой войны. В период с 1914 по 1972 год завод выпускал разнообразные виды товаров: 1940-1945 — «Ржевская колодочная фабрика им. К. Е. Ворошилова»; 1945-1949 — «Завод фурнитуры „Зенит“»; 1949-1954 — «Завод им. Г. И. Петровского»; 1954-1969 — «Завод швейных машин»; 1969-1971 — «Ржевский моторный завод». С 1971 года предприятие перешло на выпуск автотракторного электрооборудования и получило название «Ржевский завод автотракторного электрооборудования» (АТЭ-3). С этого момента вся производственная деятельность завода сконцентрирована в области производства электрооборудования для автомобильной промышленности и спецтехники. С 2000 года завод вошёл в состав Концерна «ПРАМО» и получил новое наименование ОАО ЭЛТРА.
В юго-восточной промзоне расположен мясоперерабатывающий завод ОАО МПЗ «АМРОС» (дом № 52). Предприятие было создано более 100 лет назад, вначале существовало как мясной цех, затем как «Ржевский мясокомбинат», и уже с 1990-х годов как ОАО «Мясокомбинат „Ржевский“». ОАО «Мясоперерабатывающий завод „АМРОС“» было создано на территории старого мясокомбината в 1999 году. Завод выпускает до 20 видов колбасных изделий.

## Перечень зданий, сооружений и объектов инфраструктуры
(с номерами домов)

ОАО «ЭЛТРА» (Зубцовское ш. 42)

- № 1/63 — Аптечный пункт, магазин керамики, автозапчасти
- № 3  памятник архитектуры (региональный) — Средняя школа № 11
- № 7 — Аптека, супермаркет «Дикси»
- № 9 — Сетевой магазин «Тверской купец»
- № 22  памятник архитектуры (региональный) — Следственный изолятор № 3 (ФБУ ИЗ 69/3) (1768 г. постройки)[4]
- № 42 — ОАО «ЭЛТРА» (бывш. АТЭ-3)[5]
- № 46 — Магазин-салон «Мебель»
- № 52 — ОАО МПЗ «АМРОС» (Мясоперерабатывающий завод)[6]
- № 99 — Ржевская нефтебаза «Тверьнефтепродукт»

## Транспорт
- Автобусы №: 3, 3а, 5, 13, 16

## Смежные улицы
- Площадь Мира
- Улица Мира
- Улица Паши Савельевой
- Большая Спасская улица
- Московское шоссе
- Октябрьская улица
- Улица Марата
- Улица Соколова
- Автодорожная улица
- Федеральная трасса М9 «Балтия»